# Багачовка (Черкасская область)
Багачовка (укр. Багачівка) — село в Уманском районе Черкасской области Украины.
Население по переписи 2012 года составляло 120 человек. Почтовый индекс — 20021. Телефонный код — 4745.

## Местный совет
20020, Черкасская обл., Христиновский р-н, с. Вербоватая